# Ulla Skoog
Ulla Marie Skoog,  född 23 februari 1951 i Partille församling i Göteborgs och Bohus län, är en svensk skådespelerska, dramatiker, regissör och komiker.

## Biografi
Ulla Skoog kom in på scenskolan i Stockholm 1979 och började sedan på Stockholms stadsteater 1981. Hon har även varit verksam vid Fria Proteatern. Hon debuterade som stå upp-komiker 1988. Sitt stora folkliga genombrott fick hon när hon medverkade i komediserien Lorry i SVT 1989–1990 samt 1995. Sedan dess har Skoog framträtt i många komiska sammanhang, bland annat i långfilmerna Yrrol och En på miljonen samt i serien Reuter & Skoog.
Sedan slutet av 1990-talet har hon ofta framträtt tillsammans med Tomas von Brömssen. Deras revyer Rent under och Fritt fall har blivit stora publikframgångar som turnerat landet runt. Hon är också verksam som regissör både på TV och på bland annat Stockholms stadsteater. På senare år har hon blivit mycket uppskattad med de egna föreställningarna  Ulla Skoog m mus och Ulla Skoog & Trond Lindheim trallar vidare. Kompositören, arrangören och pianisten Trond Lindheim har hon samarbetat med sedan 2003. I TV-serien Saltön 2005–2017 spelade hon rollen som Johanna. Vid Guldbaggegalan 2013 vann Skoog priset för bästa kvinnliga biroll för sin gestaltning av Puste Segerstedt i Jan Troells Dom över död man.
Hon var en tid sambo med musikern Ronny Carlsson (1951–2014) och gjorde även ett par skivinspelningar med honom.
2015 var Skoog sommarpratare i Sveriges Radio P1. Sedan 2017 har hon varit programledare för byggnadsvårdsprogrammet Husesyn i samma radiokanal, och fram till 2024 har programmet producerats i ett 40-tal avsnitt.

## Priser och utmärkelser
- 1990 – Karamelodiktstipendiet[8]
- 2002 – Karl Gerhards hederspris
- 2013 – Bästa Skådespelerska på Chicago Filmfestival, USA[9]
- 2013 – Bästa kvinnliga biroll vid Guldbaggegalan 2013
- 2022 –  Medaljen Litteris et Artibus i guld av 8:e storleken (GMleta) för framstående konstnärliga insatser som skådespelare.[10]

## Filmografi i urval
- 1986 – Kunglig toilette

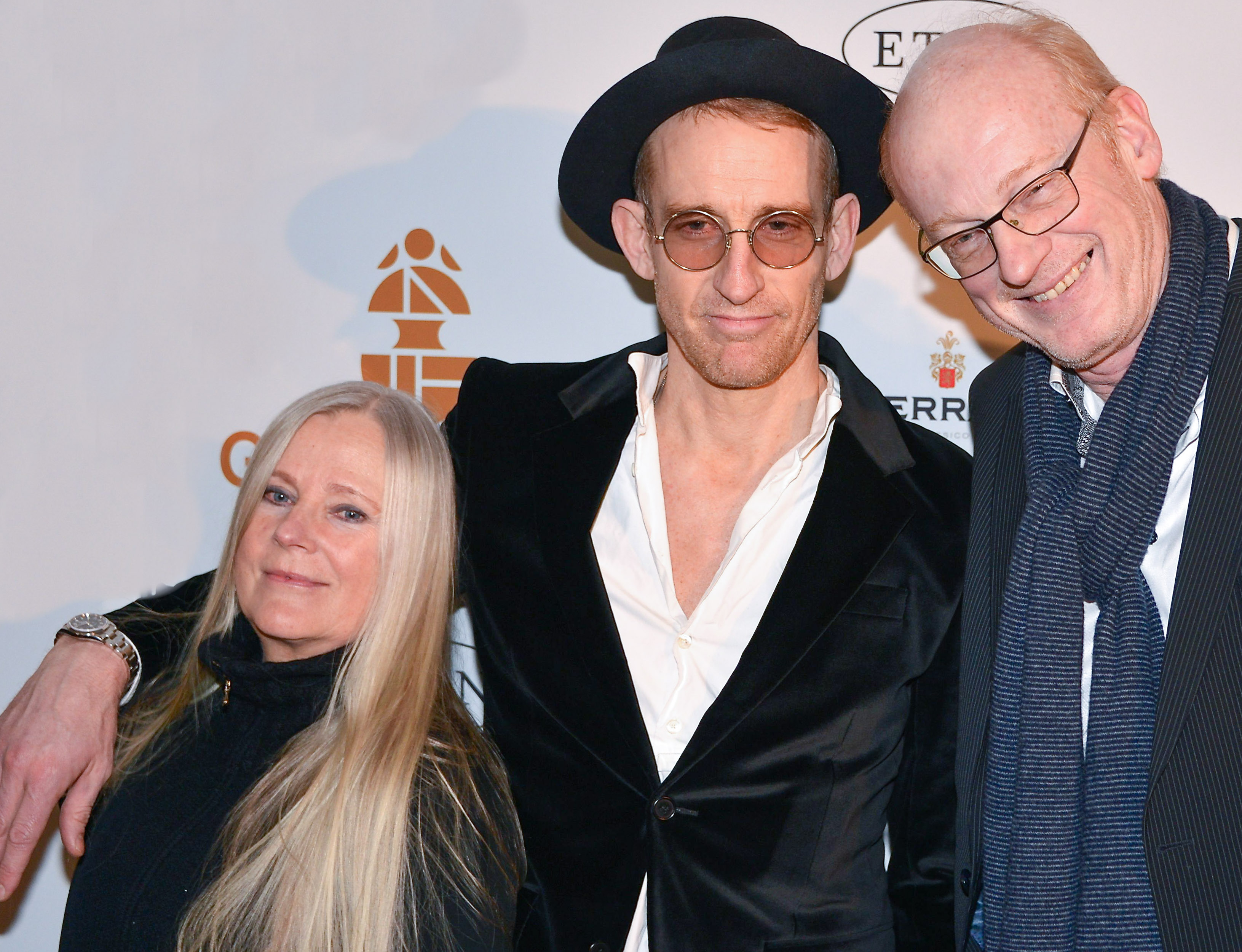
Ulla Skoog och Johan Renck (mitten) på Guldbaggegalan 2013.

- 1988 – SOS – en segelsällskapsresa
- 1989–1995 – Lorry (TV-serie)
- 1989–1991 – Tre kärlekar (TV-serie)
- 1989 – Ture Sventon privatdetektiv (TV-serie) (julkalender)
- 1990 – Kurt Olsson – filmen om mitt liv som mej själv
- 1990 – Honungsvargar
- 1990 – Kurt Olssons julkalender (TV-serie)
- 1994 – Till Mamma (TV-serie)
- 1994 – Pillertrillaren
- 1994 – Yrrol
- 1995 – Pensionat Oskar
- 1995 – En på miljonen
- 1996 – Kalle Blomkvist – Mästerdetektiven lever farligt
- 1997 – Lilla Jönssonligan på styva linan
- 1999–2001 – Reuter & Skoog (TV-serie)
- 2003 – Hitta Nemo (röst)
- 2005–2017 – Saltön (TV-serie)
- 2012 – Dom över död man
- 2013–2017 – Fröken Frimans krig (TV-serie)
- 2014 – När sugfiskar krockar
- 2015 – Insidan ut (röst)
- 2016 – Hitta Doris (röst)
- 2018 – Storm på Lugna gatan (TV-serie) (julkalender)
- 2019 – En komikers uppväxt
- 2020 – Lasse-Majas detektivbyrå – Tågrånarens hemlighet
- 2021 – Eva & Adam
- 2021 – Mer panik i tomteverkstan (TV-serie)
- 2022 – Äntligen! (TV-serie)
- 2024 – Super-Charlie (röst)

## Teater

### Roller (ej komplett)
| År   | Roll                     | Produktion                                                                                  | Regi                 | Teater                                              |
| ---- | ------------------------ | ------------------------------------------------------------------------------------------- | -------------------- | --------------------------------------------------- |
| 1982 | Natasja                  | Brott och straff (Преступление и наказание, Prestuplenije i nakazanije) Fjodor Dostojevskij | Jan Håkanson         | Stockholms stadsteater                              |
| 1986 | Medverkande              | Livet på en pinne, kabaré Lena Lagerqvist och Carsten Palmær                                | Johan Huldt          | Fria Proteatern Gästspel på Mosebacke Etablissement |
| 1987 | En flyende kvinna m. fl. | Kurage och hennes barn (Mutter Courage und ihre Kinder) Bertolt Brecht                      | Ragnar Lyth          | Stockholms stadsteater                              |
| 1997 | Golde                    | Spelman på taket (Fiddler on the Roof) Jerry Bock, Sheldon Harnick och Joseph Stein         | Georg Malvius        | Stockholms stadsteater                              |
| 2011 |                          | Rampfeber (Noises Off) Michael Frayn                                                        | Christoffer Bendixen | Halmstads Teater                                    |
| 2012 | Mrs Wilberforce          | Ladykillers Graham Linehan                                                                  | Lena Koppel          | Gunnebo slottsteater                                |
| 2013 | Mrs Wilberforce          | Ladykillers Graham Linehan                                                                  | Lena Koppel          | Riksteatern                                         |
| 2018 | Lydia Ekdahl             | Fanny och Alexander Ingmar Bergman                                                          | Eva Bergman          | Göteborgs stadsteater                               |
| 2019 | Iren                     | Den osalige Per Andersson och Håkan Johnsson                                                | Klas Wiljergård      | Gunnebo slott                                       |